# Slim Burna
Gabriel Soprinye Halliday, más conocido como Slim Burna (Essex, Inglaterra, 11 de abril de 1988), es un cantante, rapero y productor musical nigeriano.

## Biografía

### Primeros años de vida y comienzos de carrera
Gabriel Soprinye Halliday nació en Inglaterra pero se trasladó a Nigeria con su familia a los dos años de edad. Creciendo en Port Harcourt con chicas, Gabriel ha escuchado música de Tracy Chapman, Boyz II Men, Michael Jackson y Keith Sweat, pero se enamoró del hip-hop después de escuchar a 2Pac, Bone Thugs-n-Harmony, DMX, Obie Trice, Eminem, Cypress Hill, Wu-Tang Clan, y Ruff Ryders. Sus amigos de la infancia le dieron el nombre de Slim Burna (que significa ‘hueso delgado para quemar’). En el pasado, Slim Burna ha lanzado canciones como "Whatz ur name", "I like to move it", "Kpasima" y "Highness Madness".

### 2009-2012:Oyoyo,Oya NayThe Streets Mixtape
Slim Burna lanzó un remix de Oyoyo por J. Martins en 2009 y un vídeo musical promocional con apariencia de Tha-Ibz en diciembre de 2011. En mayo de 2012, Slim colaboró con M-Trill, un rapero de Port Harcourt y lanzó Oya Na. Un remix de la canción fue grabada con cantante ugandés Nick Nola. Además, Slim lanzó diversas compilaciones para promover músicos de Niger Delta y parte sur de Nigeria.

### 2013 - presente:I'm On Fire
El 11 de abril de 2013, Slim lanzó su primer mixtape oficial "I'm On Fire".

## Discografía

### Compilations
- 2011: The Streets Mixtape Vol. 1
- 2011: The Streets Mixtape Vol. 2
- 2012: The Streets Mixtape Vol. 3

### Mixtapes
- 2013: I'm On Fire